# Emil Wąsacz
Emil Eugeniusz Wąsacz (ur. 1 sierpnia 1945 w Zabratówce) – polski działacz państwowy i gospodarczy, minister skarbu państwa w rządzie Jerzego Buzka.

## Życiorys

### Wykształcenie i działalność zawodowa
Z wykształcenia jest inżynierem elektrykiem (specjalistą automatyki), ukończył Politechnikę Łódzką. W 1994 ukończył studia podyplomowe w zakresie zarządzania w Szkole Głównej Handlowej oraz Politechniki Warszawskiej. Działał w Solidarności, kierował m.in. organizacją związkową w Hucie Katowice. W latach 1983–1990 pracował w Katolickiej Poradni Rodzinnej w Sosnowcu. Od 1991 był prezesem zarządu Huty Katowice, podjął próbę oddłużenia przedsiębiorstwa; odszedł ze stanowiska w lipcu 1994 po konflikcie ze związkiem zawodowym „Sierpień' 80”. W kolejnych latach doradzał prezesom Banku Śląskiego, PeKaO SA i Stalexportu oraz kierował Hutą Szczecin i Narodowym Funduszem Inwestycyjnym „Progress”.

### Minister skarbu
W październiku 1997 został powołany na ministra skarbu państwa w rządzie Jerzego Buzka. Jego polityka prywatyzacyjna spotkała się z krytyką lewicowej opozycji, która wielokrotnie podejmowała bezskuteczne próby odwołania ministra drogą wotum nieufności. W sierpniu 2000 roku Wąsacz został odwołany przez premiera i zastąpiony wicemarszałkiem Senatu Andrzejem Chronowskim.

### Postępowanie przed Trybunałem Stanu
27 lipca 2005 Sejm większością 363 głosów przyjął wniosek o postawienie Emila Wąsacza przed Trybunałem Stanu. Zarzuty obejmują niedopełnienie obowiązków przy prywatyzacji Domów Towarowych Centrum, Telekomunikacji Polskiej oraz Powszechnego Zakładu Ubezpieczeń.
Zatrzymany 18 września 2006 przez Centralne Biuro Śledcze w mieszkaniu swojej córki w Dąbrowie Górniczej został następnego dnia zwolniony za poręczeniem majątkowym w wysokości 100 000 złotych, następnie sąd uznał bezpodstawność zatrzymania i zwrócił Emilowi Wąsaczowi poręczenie majątkowe i paszport.
Rozprawa przed Trybunałem Stanu odbyła się 24 listopada 2006. Jednak postępowanie zostało umorzone z powodu uchybień formalnych w akcie oskarżenia. W marcu 2007 Trybunał w II instancji uchylił decyzję o umorzeniu i skierował sprawę Wąsacza do ponownego rozpatrzenia. Sprawa prawomocnie umorzona 3 lipca 2019 r.
Od 2000 do końca lutego 2023 pełnił funkcje prezesa i dyrektora generalnego Stalexportu Autostrady S.A. co wzbudziło zarzuty o konflikt interesów, ponieważ wcześniej z ramienia Ministerstwa Skarbu negocjował umowę koncesyjną autostrady A4, niekorzystną dla skarbu państwa oraz okolicznych gmin.